# Burns Harbor
Pour les articles homonymes, voir Burns.
La ville de Burns Harbor est située dans le comté de Porter, dans l’État de l’Indiana, aux États-Unis. Sa population s’élevait à 1 156 habitants lors du recensement de 2010, estimée à 1 643 habitants en 2016.

## Source
- (en) Cet article est partiellement ou en totalité issu de l’article de Wikipédia en anglais intitulé « Burns Harbor, Indiana » (voir la liste des auteurs).